# Парамонов, Павел Павлович
Павел Павлович Парамонов (30 августа 1941) — доктор технических наук, профессор, организатор промышленности.

## Биография
Павел Павлович Парамонов родился в 1941 году. В 1968 году окончил Ленинградский институт точной механики и оптики по кафедре Автоматики и телемеханики. В 1994 году стал генеральным директором Санкт-Петербургского ОКБ «Электроавтоматика» имени П. А. Ефимова. В 2000 году стал действительным членом Петровской академии наук и искусств. В 2004 году ему присуждена ученая степень доктора технических наук. В 2006 году назначен профессором базовой кафедры Машинного проектирования бортовой электронно-вычислительной аппаратуры НИУ ИТМО при ОКБ «Электроавтоматика».
Автор более 170 научных трудов и 25 изобретений, которые были реализованы на промышленных предприятиях России.
Участвовал в разработке самолётов: МиГ-23, МиГ-25, МиГ-27, МиГ-29, Су-25Т, Су-27, Ту-154, Ту-144, Ил-62, Ил-86 и других.

## Основные работы
- «Основы проектирования авионики» (2003).

## Награды
- Орден «Знак Почета»;
- Медаль «Ветеран Труда»;
- Медаль «50 лет Победы в Великой Отечественной войне 1941—1945 гг.»,
- Знак «Жителю блокадного Ленинграда»;
- Знак «Почетный авиастроитель».